# Stowarzyszenie Wolnego Słowa
Stowarzyszenie Wolnego Słowa – stowarzyszenie z siedzibą w Warszawie, grupujące artystów, dziennikarzy, drukarzy, kolporterów i podziemnych wydawców zaangażowanych w działalność niezależną w latach 1976–1989 oraz osoby zainteresowane problematyką wolności słowa. Stowarzyszenie zarejestrowane zostało jesienią 2006, ale działalność podjęło już wiosną 2003.

## Cele stowarzyszenia
Statutowymi celami stowarzyszenia są: monitorowanie przejawów naruszania wolności słowa oraz pomoc osobom represjonowanym w wyniku naruszania wolności słowa, rozwój wolności słowa poprzez działania na rzecz wprowadzenia aktów prawnych gwarantujących swobodę wypowiedzi i prawo pełnego dostępu do informacji oraz opiniowanie rozwiązań legislacyjnych, rozwijanie wiedzy obywateli o problematyce wolności słowa w Polsce, Europie i na świecie, integracja środowisk związanych z niezależną działalnością wydawniczą i kulturalną w kraju i za granicą, gromadzenie, opracowywanie, upamiętnianie i upowszechnianie różnego rodzaju świadectw historycznych i literackich związanych z problematyką wolnego słowa, wspieranie badań nad historią wolności słowa w Polsce, propagowanie wiedzy o wolności wypowiedzi jako o jednym z najważniejszych elementów demokracji, wreszcie reprezentowanie interesów obywateli oraz zainteresowanych środowisk i instytucji w sprawach wolności słowa i dostępu do informacji publicznej, w tym dostępu do zasobów archiwalnych IPN, wspieranie działań na rzecz wolności słowa w krajach, w których ta wolność jest zakazana lub ograniczona.
Za najważniejsze zadanie stowarzyszenie uznaje stworzenie informatora o niezależnych działaczach kultury z lat 1976–1989 w kraju i za granicą.

## Zbiory archiwalne
Archiwum Stowarzyszenia zawiera fotografie z rocznic, strajków, manifestacji, obozów internowania, pielgrzymek; dokumenty, grypsy, komiksy z internowania z lat 80. XX wieku; okładki wydawnictw drugiego obiegu oraz 40 zdygitalizowanych audycji z Radia Solidarność Siedlce z lat 1984–1989, nadawanych na fonii I programu TV oraz na falach UKF zbliżonych do III Programu Polskiego Radia. Audycje dotyczą spraw związanych z Siedlcami, bojkotem wyborów w 1984 i 1985 roku, akcji protestacyjnych, wspomnień o ks. Jerzym Popiełuszce. Stowarzyszenie posiada również zbiór czasopism i książek II obiegu, banknotów, cegiełek, kalendarzy, pieczątek, plakatów, pocztówek, ulotek, znaczków, wydawanych przez Siedlecki Komitet Oporu Społecznego, wydawnictwo Metrum oraz Oddziałową Komisję Wykonawczą NSZZ Solidarność w Siedlcach; twórczość internowanych z obozów w Białej Podlaskiej, Darłówku, Kielcach Piaskach, Kwidzynie, Lublinie, Rzeszowie Załężu, Włocławku Mielęcinie, Włodawie; też listy ks. Jerzego Popiełuszki z 1983 r.; fragmenty komiksów, listów, grypsów z więzień z 1985 r.; tygodnik Robotnik z 1983 r.; poczta podziemna ze zbiorów filatelistycznych Towarzystwa Poczty Podziemnej; Robotnik Pomorza Zachodniego z 1986 r.; zdygitalizowane dokumenty z Instytutu Pamięci Narodowej: teczki Mirosława Chojeckiego i Krystyny Kalitki, archiwum Tygodnika Wojennego, twórczość Mirka Andrzejewskiego (więzienne komiksy, grypsy i listy).

## Członkowie stowarzyszenia
Stowarzyszenie Wolnego Słowa liczy obecnie około 700 członków.
Pierwszy prezes stowarzyszenia Mirosław Chojecki (2003–2008) został 20 września 2008 honorowym prezesem tej organizacji. Nowym prezesem został Wojciech Borowik.